# Georg Eduard Maschwitz

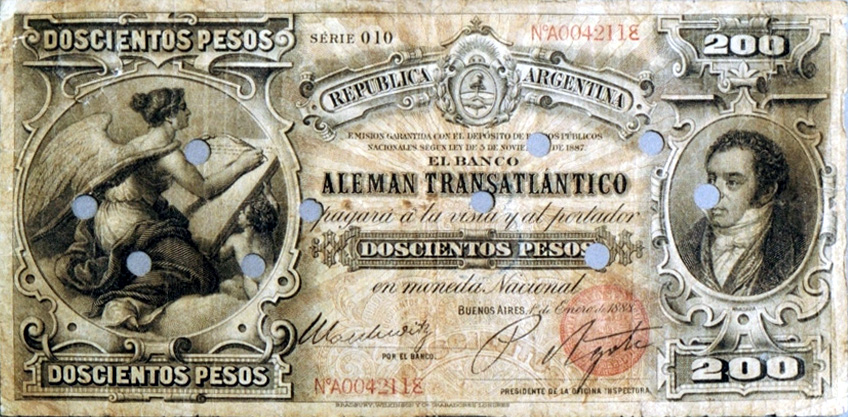
Signatur: Maschwitz.

Georg Eduard Maschwitz (Hamburgo, 1 de agosto de 1838 - Buenos Aires. 8 de mayo de 1909) fue un director de banco germano argentino.

## Biografía
Su padre, Friedrich Rudolf Emil Maschwitz, ilustre comerciante, nacido en 1806 en Züllichau, Silesia, se casó en 1835 en Hamburgo con Margaretha Sophia Luise Driesch, de Güstrow, Mecklenburg. Maschwitz nació en 1838 como primogénito. 
En el año 1858 Georg Eduard Maschwitz emigró a Sudamérica. Allí se casó en 1860 en Montevideo, Uruguay, con Clara Rufina Horne Torres. Ambos regresaron en 1860 de visita a Hamburgo en donde nació su primer hijo, bautizado con el mismo nombre, Georg Eduard Maschwitz. A su regreso la familia se radicó en Buenos Aires, Argentina. 
En 1862 nació en Buenos Aires su segundo hijo, Carlos Maschwitz. 

## Trayectoria laboral
A partir de 1862 Maschwitz trabajó en Buenos Aires en el banco Carabassa. Al poco tiempo ese banco fue adquirido por el Bank of London y Maschwitz nombrado director. Desde el año 1865 hasta aproximadamente 1880 / 1885 todo el mercado de capitales de Sudamérica fue cubierto en su mayoría por bancos ingleses. Las prestigiosas instituciones crediticias alemanas y europeas se retiraban con frecuencia de Sudamérica por falsas estimaciones, especulaciones y fracasos comerciales. También fue un agravante, que en la Argentina en virtud a las turbulencias económicas y los conflictos con los países vecinos la estabilidad de la moneda se vio muy afectada. En esos momentos difíciles, Maschwitz pudo conducir la sucursal del Bank of London hábilmente y sin perjuicios a través de la crisis económica. 
En octubre de 1886 se organiza en Alemania, por iniciativa de la Deutsche Bank, la asamblea constituyente del Deutschen Uebersee-Bank (Banco Alemán de Ultramar). Se ha demostrado que en 1886 Maschwitz estuvo en Alemania y realizó negociaciones con la Deutsche Bank. 

## Apertura de sucursal en Buenos Aires
En enero de 1887  por resolución del Consejo de Administración, la Deutsche Bank abrió en Buenos Aires su sucursal: el Banco Alemán Transatlántico, con Maschwitz como director. El banco emitió hasta el año 1905 el papel moneda de la divisa argentina con la rúbrica de su director. El Banco Alemán Transatlántico festejó en 1987 sus 100 años como sucursal de la Deutsche Bank en Buenos Aires.